# Aerenea antennalis
Aerenea antennalis är en skalbaggsart som beskrevs av Stefan von Breuning 1948. Aerenea antennalis ingår i släktet Aerenea och familjen långhorningar. Inga underarter finns listade i Catalogue of Life.